# Bon Gustave
La Bon Gustave est une variété de poire.

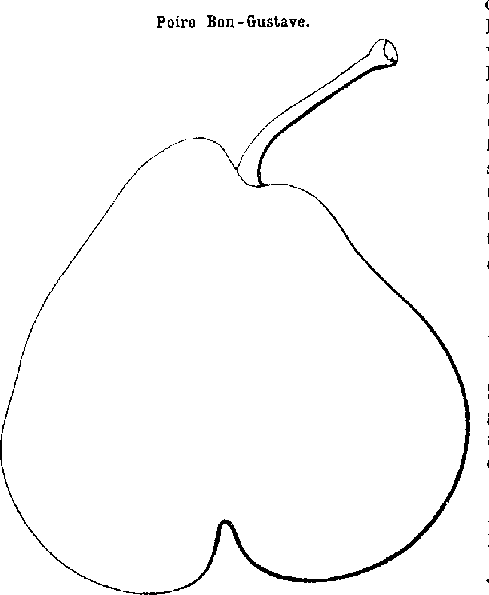
Silhouette de la poire Bon Gustave.

## Synonymes
- Bon-Gustave

## Origine
Semis du major Esperen de Malines, propagé par Berckmans qui lui donne le nom son fils. L'arbre ne fructifie qu'à partir de 1847.

## Arbre
- Rameaux peu forts à entre-nœuds très court, d'un rougeâtre clair, voilé de gris. Les lenticelles sont peu nombreux.

- Boutons à bois coniques, courts, à direction écartée du rameau, soutenus sur des supports nus. Écailles d'un marron noir.

- Boutons à fruit moyens, conico-ovoïdes, écailles d'un marron foncé.

- Fleurs moyennes[1].

## Fruit
Il présente une taille au-dessus de la moyenne et souvent plus.

## Appréciation générale
Variété qui n'est pas toujours de deuxième ordre. Elle peut se révéler très intéressante.

#### Ouvrages
- André Leroy,  « Dictionnaire de Pomologie », Poires, tomes  I et II, Imprimeries Lachaire à Angers.
- H. Kessler : « Pomologie illustrée », Imprimeries de la Fédération S.A, Berne.
- Georges Delbard, « Les Beaux fruits de France d’hier », Delbard, Paris, 1993,  (ISBN 2-950-80110-2).
- Alphonse Mas, Le verger (1865-1870) et La pomologie générale (1872-1883).

#### Revues et publications
- Revue « Fruits Oubliés », no 54.